# Thierry Bodson
Pour les articles homonymes, voir Bodson.
Thierry Bodson, né le 29 décembre 1960 à Liège, est un syndicaliste belge président de la Fédération générale du travail de Belgique (FGTB).

## Biographie
Thierry Bodson, né le 29 décembre 1960 à Liège, est né dans un milieu ouvrier. Dans les années 1970, il milite dans les milieux pacifistes et antinucléaires puis s'oriente vers la lutte sociale.
Il obtient un diplôme de gradué en comptabilité de l'Enseignement supérieur économique de la ville de Liège et poursuit des formations complémentaires de fiscalité en cours du soir.
Il travaille d'abord dans une banque et comme ouvrier boucher avant d’être engagé comme employé au service comptabilité de la Fédération générale du travail de Belgique (FGTB). Il gravit les échelons à la FGTB Liège-Huy-Waremme : responsable du service chômage (1992-1994), adjoint du secrétaire régional (1994-2002) et secrétaire régional (2002-2008).
Il est secrétaire général de l'Interrégionale wallonne de la Fédération générale du travail de Belgique (FGTB Wallonne) de 2008 à 2020, avant de devenir président de la FGTB en 2020,. En 2025, il annonce quitter ses fonctions à la fin de l'année pour raisons personnelles.
Il est mandataire dans de nombreux organismes socio-économiques en Wallonie : comité de gestion et du Bureau exécutif de l'Agence wallonne pour l'emploi et la formation professionnelle (Forem), Bureau du Conseil économique, social et environnemental de Wallonie (CESRW), Société Wallonne de Gestion et de Participation, Comité d’orientation de la Société publique d'aide à la qualité de l'environnement (SPAQue), Société Wallonne de Financement et de Garantie des Petites et Moyennes Entreprises, Caisse d’Investissement de Wallonie, Wallimage, Agence de Stimulation Economique et Technologique, Comité d’acceptation de  Société wallonne d'Économie sociale marchande (W.Alter), Conseil d’administration de l'Agence wallonne à l'exportation (AWEX), Assemblée générale de Solidarité Socialiste et Conseil d’administration de l'Union nationale des mutualités socialistes (Solidaris).
Depuis le 17 mai 2021, il est également membre du Conseil de régence de la Banque nationale de Belgique (BNB).